# Лехтимяки, Ээро
Ээро Лехтимяки (фин. Eero Lehtimäki, род. 13 января 1989, Эспоо) — финский дирижёр и кларнетист. Он окончил Хельсинкскую консерваторию по классам кларнета и бас-кларнета, после чего изучал дирижирование в Академии имени Сибелиуса, а также в Венском университете музыки и исполнительского искусства. В Финляндии его учителями были, среди прочих, Йорма Панула, Атсо Алмила и Ханну Линту. В Вене он изучал оркестровое дирижирование в классах Иоганнеса Вильднера и Симеона Пиронкоффа, дирижирование оперой — у Конрада Лейтнера.
В 2014 году Ээро Лехтимяки одержал победу на международном конкурсе дирижёров духовых оркестров NWBC Wind Band Conductors Competition. С тех пор он многократно выступал в качестве приглашённого дирижёра с ведущими симфоническими оркестрами как в Финляндии, так и за рубежом. В сезоне 2014—2015 годов он являлся стажёром Венской государственной оперы. В 2013—2014 годах он был так называемым художественным руководителем шуточного эстрадно-духового оркестра Retuperän WBK. В сезонах 2016—2018 годов Лехтимяки был дирижёром политехнического симфонического оркестра Polyteknikkojen Orkesteri. В июле 2018 он дебютировал в качестве художественного руководителя музыкального фестиваля г. Турку Brinkhall soi.
Прорывом Ээро Лехтимяки можно считать концерт симфонического оркестра Мариинского театра на музыкальном фестивале города Турку в 2016 году, где участвовавший в мастер-классе фестиваля Лехтимяки открывал концерт по просьбе и вместо дирижёра Валерия Гергиева. Дебют был исключительным и в том смысле, что Гергиев предоставил такую возможность всего за несколько минут до начала концерта. За свой вклад в концерт Лехтимяки получил от Гергиева многочисленные похвалы. Отзывы, опубликованные в главных газетах страны, были также восторженными.
В качестве кларнетиста Лехтимяки выступал на Музыкальных фестивалях Ийтти и с Городским оркестром г. Лохья. Он проводил обучение игре на кларнете, а также дирижировал оркестрами на многочисленных мастер-классах. В качестве саксофониста он выступал в составе коллектива Circus Showband, а также играл на саксофоне и кларнете в Хельсинкском городском театре.
Параллельно с обучением дирижированию и работой на сцене Ээро Лехтимяки изучал акустику. Он окончил политехнический институт при университете Аалто (фин. Teknillinen korkeakoulu, англ. Aalto University School of Science and Technology), получив диплом инженера.